# 朗豪坊辦公大樓
朗豪坊辦公大樓（英文：Langham Place Office Tower）位於香港九龍油尖旺區旺角亞皆老街8號，為旺角最高級的甲級辦公室大樓。大廈於2001年動工，2003年11月封頂，並於2004年7月落成，樓高255.1米，共60層，另有5層地下樓層。它是朗豪坊綜合發展項目的一部分，朗豪坊購物商場位於其旁。截至2007年3月，該大樓的高度在香港排名第7。於環球貿易廣場建成前，朗豪坊辦公大樓曾經是九龍高度最高的純商業大廈。

## 設計
朗豪坊辦公大樓的總樓面面積達77萬平方尺，每層面積約1.7萬平方尺，多個樓層各有不同設計。大廈外層由藍色低反光玻璃帷幕覆蓋，同時設有兩層防火層連機電層（含副變壓器房、冷氣機房及升降機機房）。大廈設有各種現代化的設施，例如昇高式地台，辦公室內全面設有光纖寬頻網絡及電子通訊設備，升降機為迅達出品，設有Miconic 10智能分配系統，並且安置了流動電話接收系統等。

## 內在景觀
由於大樓聳立於九龍區人流最為密集的地區之一——旺角，附近一帶的舊式建築物較多，加上本身有高度優勢，故此較高的樓層可以遠望維多利亞港及俯瞰九龍景緻。

## 對外景觀
大樓頂部的半球狀結構設有一組燈光系統，逢星期一至四為金黄色，逢星期五、六、日晚會逐漸轉換成不同的顏色，作為燈光表演。

## 出售
2005年下半年，鷹君集團拆售33、35、36及55樓共4層，當年成交價由1.32億至1.75億元。
2017年7月初，正捲入爭產風波的鷹君集團，旗下的冠君產業信託突然公佈有意出售旗下旺角朗豪坊辦公大樓。到同月17日，委託第一太平戴維斯作銷售代理，作全球招標，並連同命名權售予單一買家，意向價每呎高逾3.5萬元，總成交金額可達245億至250億元，目前已有2至3家中資財團有意購入。但入標財團出價均未達底價，最終流標。

## 入駐租戶
- Pure Fitness（6至9樓；6至7樓為健身中心，8至9樓為瑜伽會所）
- MediLASE （2807至2812室）
- 及時雨信貸 - 旺角 - 樓宇按揭（3702至3705室）
- 菲仕蘭康柏尼（39樓）
- 三星電子產品保養中心（4002室）
- 三星電子客戶服務中心（旺角）（4009至4012及4015室）
- 勞工處青年就業科 - 青年就業起點（旺角）（4208至4211室）
- 醫思醫療集團（50樓）

## 相片集

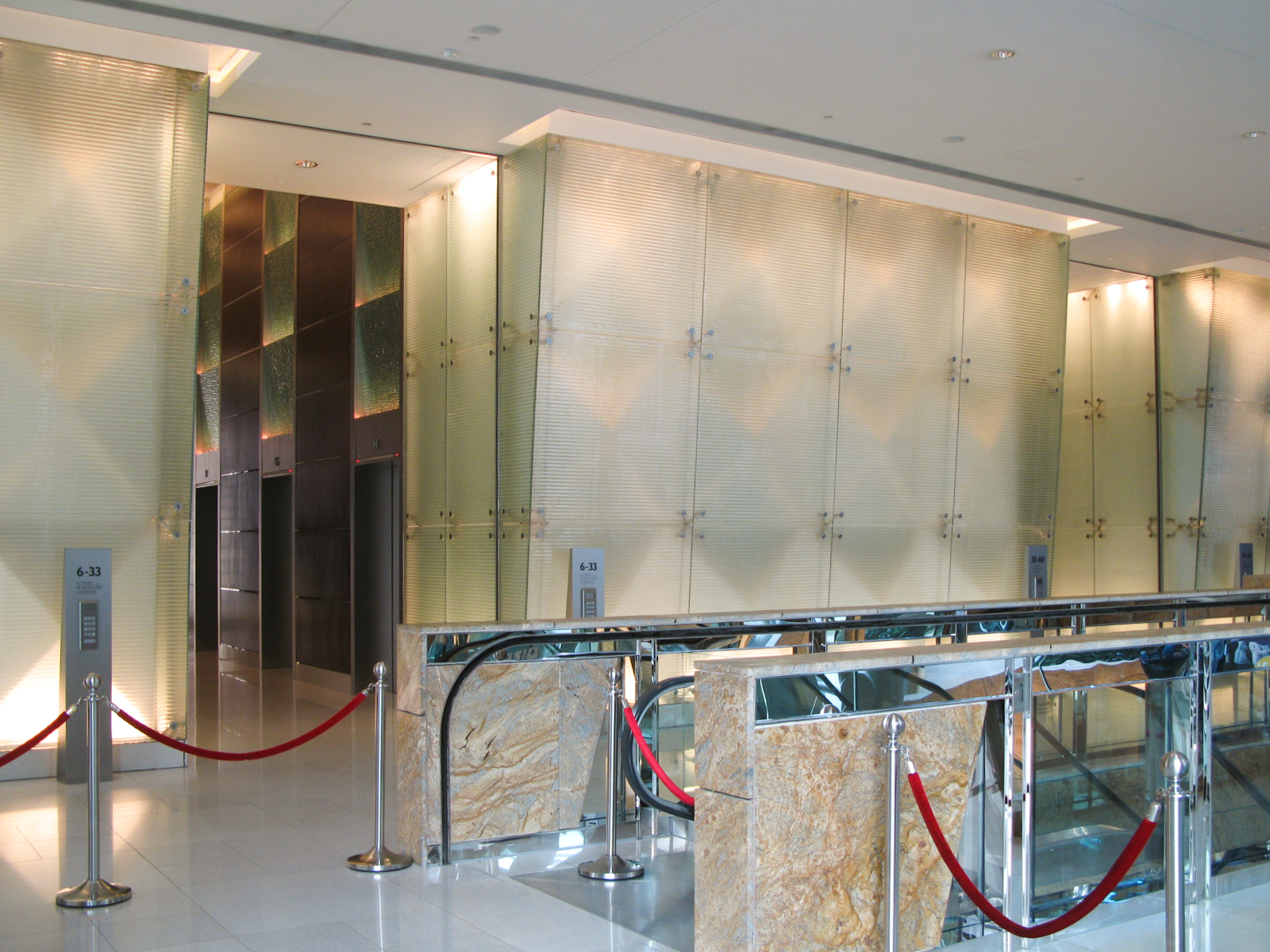
辦公大樓大堂
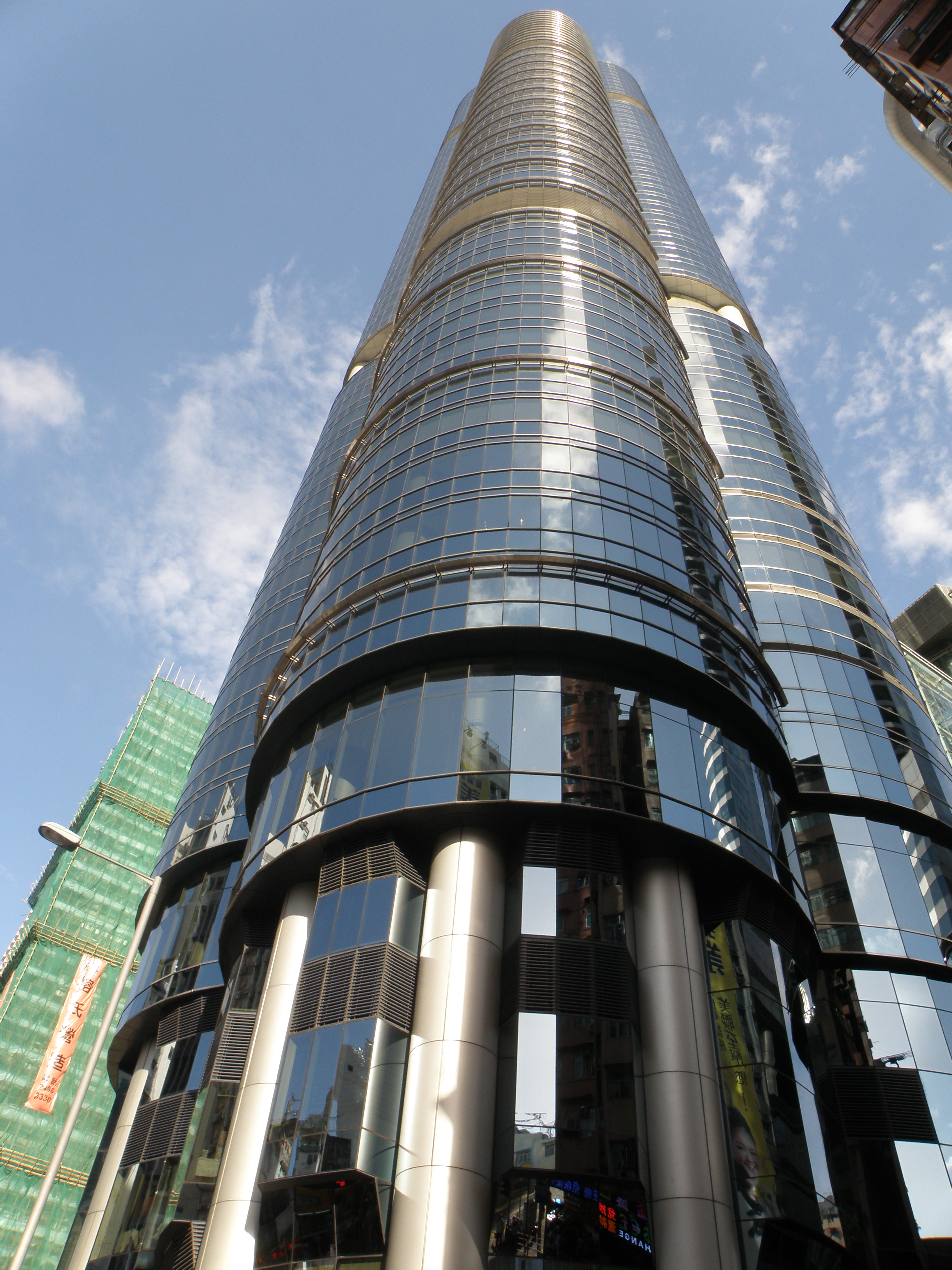
近攝朗豪坊辦公大樓